# PSFC Chernomorets Burgas
El PSFC Chernomorets Burgas (búlgaro: ПСФК Черноморец Бургас), o simplemente Chernomorets (en búlgaro: Черноморец), fue un club de fútbol búlgaro de Burgas fundado en 2005. El equipo disputaba sus partidos como local en el Estadio Lazur. El club era el sucesor del FC Chernomorets Burgas, que desapareció en 2005 a causa de los problemas financieros que atravesaba.

## Cronología de nombres
| Años    | Nombres                  |
| ------- | ------------------------ |
| 2005-06 | OFC Chernomorets 919     |
| 2006    | PSFC Chernomorets Burgas |

## Participación en competiciones de la UEFA
| Temporada | Torneo             | Ronda | Club        | Casa | Visita | Global |
| --------- | ------------------ | ----- | ----------- | ---- | ------ | ------ |
| 2008      | UEFA Intertoto Cup | 2     | ND Gorica   | 1-1  | 2-0    | 3-1    |
| 2008      | UEFA Intertoto Cup | 3     | Grasshopper | 0-1  | 0-3    | 0-4    |

## Equipo 2013/14
Actualizado el 8 de agosto de 2011

## Palmarés

### Nacional
- Liga Bulgaria A PFG: Cuarto puesto (2011-12)
- Copa de Bulgaria: Cuartos de final (2): 2011, 2014
- Copa de Bulgaria Amateur Football League: Campeón (2006)